# Francolí
Der Francolí ist ein Fluss in Katalonien, der nahe dem Hafen von Tarragona in das Mittelmeer mündet. Er entsteht aus dem Zusammenfluss der Flüsschen Sec und Milans westlich der Ortschaft L’Espluga de Francolí. Wie bei den meisten anderen Flüssen in Katalonien unterliegt die Wasserführung des Francolí starken Schwankungen. 